# Helge Ekroth
August Helge "Ekis" Ekroth, född 26 februari 1892 i Stallarholmen, Ytterselö församling, Södermanlands län, död 29 november 1950 i Stockholm, var en svensk fotbollsspelare (anfallare) som var en av svensk fotbolls största anfallsstjärnor under 1910-talet. Ekroth var också uttagen till den svenska fotbollstruppen i OS i Stockholm 1912 där han spelade den första matchen (förlust mot Nederländerna 3-4).

## Biografi

### En omtalad bollartist
Ekroth var en bohem och bollartist som spelade sin fotboll med humor och inte alltid satte effektiviteten i det första rummet. Detta uppskattades inte alltid av andra. Under tiden i klubblaget hände det ofta att lagkaptenen "Knutte" Nilsson fick skrika på Ekroth för att han skulle släppa bollen och passa den vidare.
Trots att Ekroth bevisligen platsade i det svenska landslaget fick han ofta skällsord från pressen då man menade att han var "synnerligen ineffektiv" och att det han visade upp på planen mer hörde hemma "på en varité eller cirkus än på en fotbollsplan" ). Vid ett annat tillfälle skrev en tidning att "Ekroth ansträngde sig, som vanligt, att göra sig så onyttig som möjligt genom att dansa boston med bollen."
Också i uppslagsverk fick sig Ekroth en släng av "expertisens" tyckanden. I Nordisk Familjeboks Sportlexikon från år 1939 står följande om Helge Ekroth:
| ” | Ekroth är en av de originellaste och tekniskt bästa spelare Sverige haft men lät sig rätt ofta förledas till ett alltför individuellt betonat spel. | „ |

Ekroth hade dock också många beundrare som ansåg att hans artisteri tillförde fotbollen mer än det skadade densamma. Rudolf "R:et" Eklöw, Dagens Nyheters tidigare sportchef, menade att det var ingen som varit i närheten av Ekis' kapacitet och att det 
| ” | ...säkerligen funnits större kanonskyttar, mera geniala strateger, effektivare sprinters och mer generösa samspelare i världsfotbollen men det har bara funnits en Ekis. En osedd kombination av skådespelare och fotbollsspelare. | „ |

### SM-guld, utlandsspel och Hall of Fame
År 1910, i en match mot IFK Göteborg, gjorde "Ekis" sin allsvenska debut. Matchen vanns med 9-1 och debutanten gjorde själv fem mål. Det första SM-guldet kom året efter, 1911, då AIK i SM-finalen (SM spelades på den tiden i cup-form) på Råsunda besegrat IFK Uppsala med 3-2. Samma år fick Ekroth också debutera i landslaget, mot Norge i september, där han gjorde två mål; det första redan efter 8 minuters spel i 4-1-vinsten. År 1912 togs han ut till den svenska fotbollstruppen till OS i Stockholm där han spelade i Sveriges första match som förlorades mot Holland med 3-4. Laget var nu utslaget och Ekroth ställdes över i tröstmatchen mot Italien till förmån för Erik Dahlström.
Under åren 1913–1914 var "Ekis" i England och provade på spel i Leicester Fosse och senare också Tottenham Hotspur. Något "proffsliv" var det dock inte tal om då en utlänning var tvungen att bo i England under två år för att få skriva ett dylikt kontrakt. Spel i reservlaget var det som gällde för Ekroth.
Nya SM-guld med klubblaget kom 1914 och 1916 efter finalsegrar över Hälsingborgs IF och Djurgårdens IF. Från 1918 kom Ekroth att bilda en av Sveriges vassaste offensiva vänstervingar tillsammans med Putte Kock och år 1923 kunde han, som ende AIK:are i historien, fira sitt fjärde SM-guld i fotboll. Efter guldet lade bohemen Ekroth skorna på hyllan för gott.
Ekroth spelade under åren 1911–1922 sammanlagt 18 matcher i svenska landslaget och gjorde där 10 mål. Att det inte blev fler landskamper för bollartisten Ekroth kan tillskrivas hans oförmåga att underkasta sig ett kollektiv som gjorde att han understundom förbisågs av UK. I viss mån spelade även hans ibland lite för oförsiktiga hanterande av sprithaltiga drycker in då ett beslut kring en landslagsuttagning skulle tas.
År 2007 invaldes Helge Ekroth i Svensk fotbolls Hall of Fame med följande motivering:
| ” | Den Buster Keaton-liknande bollartisten och oberäknelige bohemen ’Ekis’ var AIK:s första, och kanske största, ’smokinglirare’. Han var även den första riktiga publikidolen - ja hela Sveriges gunstling. I debuten, mot IFK Göteborg, gjorde han fem mål. Bildade ihop med ’Putte’ Kock, en av tidernas främsta vänstervingar | „ |

Ekroth avled i Stockholm år 1950. Han är begravd på Skogskyrkogården i Stockholm.

## Meriter

### I klubblag
AIK
- Svensk mästare (4): 1911, 1914, 1916, 1923

### I landslag
Sverige
- Uttagen till OS: 1912
- 18 landskamper, 10 mål

#### Individuellt
- Mottagare av Stora grabbars märke, 1926